# Museo centrale della cultura e dell'arte antica russa Andrej Rublëv
Il Museo centrale della cultura e dell'arte antica russa Andrej Rublëv (in russo Центра́льный музе́й древнеру́сской культу́ры и иску́сства и́мени Андре́я Рублёва?, Central'nyj muzej drevnerusskoj kul'tury i isskustva imeni Andreja Rublëva) è un museo di arte sacra russa del Medioevo e del Novecento. Fu fondato nel 1947 dagli studiosi Pëtr Dmitrievič Baranovskij, Igor' Ėmmanuilovič Grabar', Nikolaj Nikolaevič Voronin e Pëtr Nikolaevič Maksimov, che ebbero l'iniziativa di restaurare il monastero del Salvatore e di Andronico. L'inaugurazione ufficiale del museo ebbe luogo il 21 settembre 1960, in concomitanza con il 600° anniversario della nascita del pittore di icone Andrej Rublëv. La collezione è composta da più di tredicimila icone che vanno dal XII al XX secolo, affreschi, sculture in legno, manoscritti e libri stampati, fusioni artistiche in rame, ricami, piastrelle e reperti archeologici.

## Storia

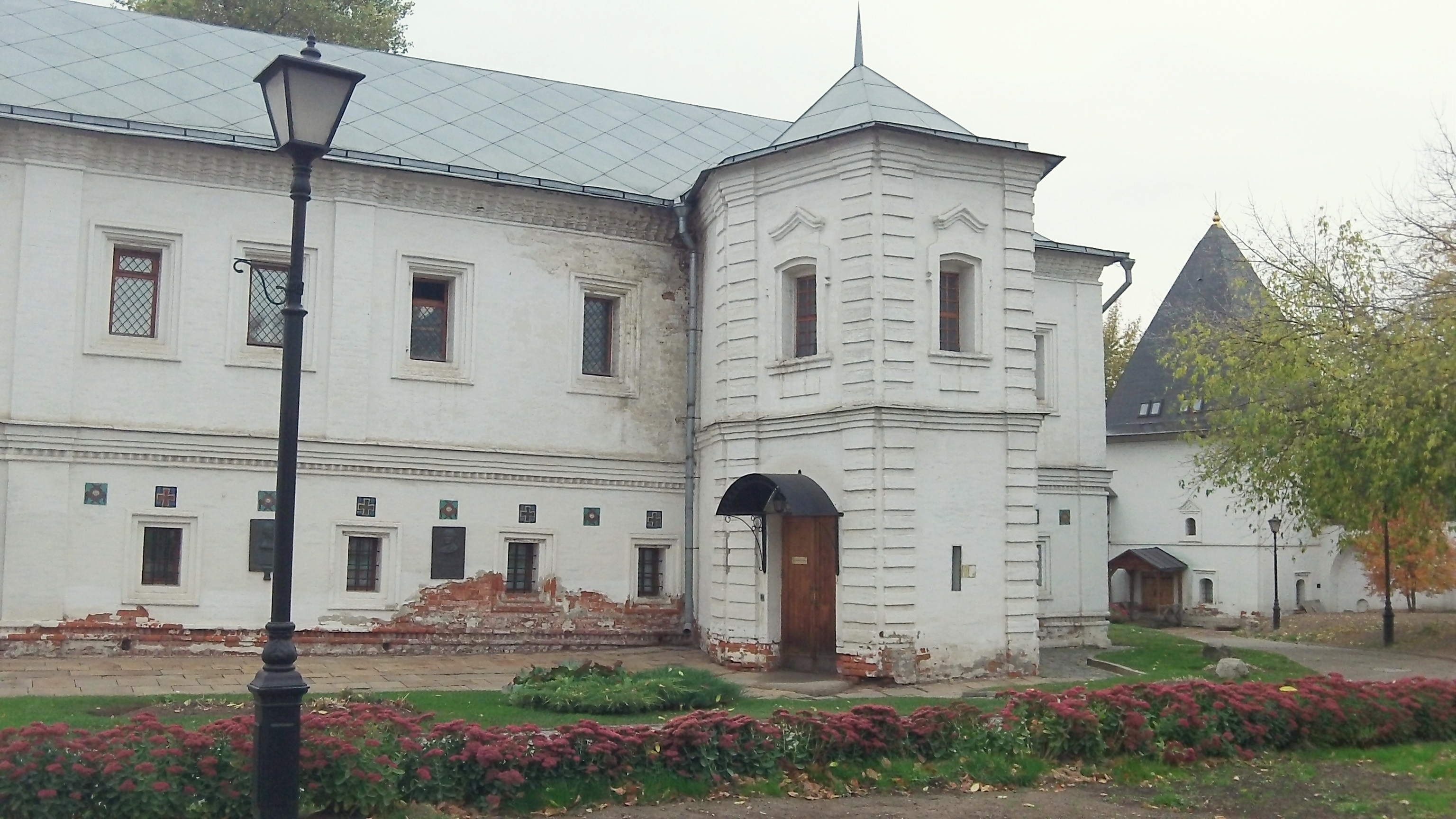
Uno degli edifici museali nel complesso del monastero del Salvatore e di Andronico, 2014

Nel 1947 Baranovskij, Grabar', Voronin e Maksimov prepararono un progetto per il restauro del monastero del Salvatore e di Andronico in occasione dell'800° anniversario della fondazione di Mosca. .Le autorità civiche approvarono la proposta, tenendo conto dell'importanza storica del monastero: nel XV secolo Andrej Rublëv, che fu sepolto vicino alle mura della cattedrale del Salvatore del monastero di Andronico, ne dipinse le volte interne. Secondo i piani dei proponenti del progetto, dopo la ricostruzione il monastero sarebbe dovuto diventare un luogo dove conservare e studiare la pittura dell'antica Russia.
Il 10 dicembre 1947 il Consiglio dei ministri dell’Unione Sovietica emanò una direttiva “Sulle misure per la conservazione dei monumenti architettonici del monastero di Andronico a Mosca” che prevedeva l'istituzione dei laboratori di restauro e del Museo Andrej Rublëv.
Fino al 1949 il museo non ebbe un direttore; a causa delle politiche religiose delle autorità sovietiche, molti candidati rifiutarono di accettare l'incarico. Tuttavia, grazie all'iniziativa di Shalva Ratia, il capo della Direzione principale per la protezione dei monumenti del Ministero della cultura dell'URSS, venne nominato direttore del museo il georgiano David Arsenishvili.
Nel 1950 si aggiunse al personale Natal'ja Dëmina, che in precedenza aveva lavorato presso la Galleria Tret'jakov. Essendo una specialista della pittura russa antica, divenne l'autrice della prima mostra non ufficiale del monastero inaugurata nel 1950 nei portici occidentale e settentrionale della cattedrale del Salvatore, ancora non restaurata, che presentava fotografie, copie e originali di opere d'arte dell'antica Russia. La prima mostra durò fino al 1959 ed era programmatica, cioè parlava dell'orientamento del museo e degli approcci dichiarati allo studio dell'arte russa antica. L'unicità della prima mostra fu quella di focalizzare l'attenzione sull'immagine di un personaggio dell'antica Russia, catturata nelle opere dei maestri medievali, attraverso fotografie di ritratti pittorici.
Nel 1951 il Consiglio dei ministri dell'URSS esaminò la questione della chiusura del museo, proposta presentata dal presidente del Consiglio dei ministri della RSFSR Boris Nikolaevič Černousov. Secondo l'ordine del giorno ufficiale della riunione, venne proposto di destinare i locali alle esigenze del laboratorio di restauro scientifico del Dipartimento di architettura della RSFSR. Tuttavia, il presidente della commissione Michail Andreevič Suslov si schierò dalla parte di David Arsenishvili e lasciò il complesso del monastero di Andronico al museo.
Il restauro del monastero, iniziato nel 1947, fu completato nel 1960. Il suo completamento venne programmato in modo da coincidere con il 600° anniversario della nascita di Andrej Rublëv. Il 21 settembre dello stesso anno ebbe luogo l'inaugurazione ufficiale del museo e la posa della targa commemorativa dedicata a Rublëv.
Dopo la conclusione dell'evento ufficiale, la cattedrale del Salvaore e l'edificio espositivo del museo, situato negli ex garage del complesso della chiesa, vennero aperti al pubblico. Nella cattedrale venne esposta l'icona di Giovanni Battista proveniente dal monastero Nikolo-Pešnoškij.
Nel 1968 il museo passò dalla dipendenza della Direzione generale del Comitato esecutivo della città di Mosca al Ministero della cultura dell'URSS e divenne noto come Museo centrale della cultura e dell'arte russa antica Andrej Rublëv. Inoltre, grazie al sostegno di Raisa Maksimovna Gorbačëva, l'intero territorio e gli edifici del monastero del Salvatore e di Andronico furono trasferiti al museo.
Nel 1971 venne fondata una succursale del museo nella chiesa dell'Intercessione in Fili, che aprì le sue porte ai visitatori nell'estate del 1980: i suoi primi visitatori furono gli ospiti delle Olimpiadi di Mosca. Dal 1988 la sezione dedicata alla cultura russa del XVII secolo ospita le Letture di Filëv. Nel 2015 la filiale venne liquidata e i locali del museo vennero trasferiti alla giurisdizione della Chiesa ortodossa russa. Allo stesso tempo, gli elementi interni della chiesa dell'Intercessione in Fili, comprese le icone, entrarono a far parte del Fondo museale statale. Il personale del Museo Andrej Rublëv continua a monitorare lo stato di conservazione dei beni museali e a svolgere i necessari lavori di prevenzione e conservazione.
Nel 1985, nella piazza antistante il museo è stato eretto un monumento ad Andrej Rublëv progettato dall'architetto Oleg Komov. Nel 1991 il museo venne inserito nell'elenco dei siti del patrimonio culturale della Russia. Dopo il restauro del 1998 l'area espositiva venne notevolmente ampliata con nuovi spazi nella seicentesca chiesa dell'Arcangelo Michele e nella cinquecentesca Sala del Refettorio. La memoria del primo direttore David Arsenishvili e della studiosa Natal'ja Dëmina venne ricordata con l'affissione delle targhe di Zurab Cereteli e di Vladimir Surovcev nel 2001.
Nel 2017 il direttore del museo Michail Mindlin è stato accusato nel noto caso dei "restauratori", in quanto membro di un gruppo criminale organizzato composto da 8 persone. Il tribunale distrettuale Dorogomilovskij di Mosca lo ha condannato a 1 anno di libertà vigilata, lasciandogli l'incarico di direttore del museo. Il verdetto è stato annunciato il 9 ottobre 2017. Tutti gli imputati sono stati dichiarati colpevoli ai sensi dell'art. 159, parte 4 del Codice penale della Federazione Russa per “frode commessa da un gruppo organizzato su scala particolarmente ampia”.
Il 20 novembre 2020 è stata inaugurata una targa commemorativa in onore del 400° anniversario dell'arciprete Avvakum, santo della Chiesa russa dei vecchi credenti. La targa è stata installata sul muro dell'ex sala del refettorio del monastero del Salvatore e di Andronico.

## Le collezioni

Il Salvatore di Smolensk con il Cremlino sullo sfondo, icona del XIX secolo

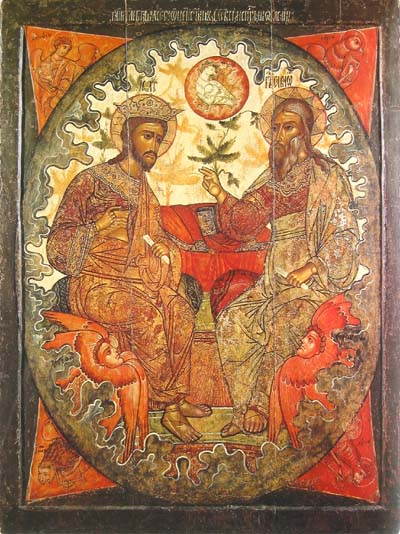
Trinità del Nuovo Testamento, icona del XVII secolo

La collezione del museo cominciò a prendere forma nel 1954 con le prime spedizioni scientifiche che prevedevano la compilazione di un inventario dei monasteri russi e di un elenco delle icone danneggiate. Le prime cinque opere provenivano dal Museo di storia locale di Vladimir e furono selezionate tra quelle che, secondo le autorità locali, erano soggette a distruzione. Il secondo arrivo di valore risale al 1955 con il trasferimento delle opere dal monastero di Sant'Eutimio di Suzdal'. Al momento dell'inaugurazione ufficiale del museo nel 1960, la collezione era composta da 317 opere d'arte. Negli anni successivi lo spazio museale venne attivamente rifornito: dagli anni settanta agli anni duemila lo spazio di deposito crebbe notevolmente grazie alle donazioni di privati e di enti governativi. Tra le acquisizioni di valore figurano le icone Nostra Signora col Bambino del XII secolo, Apostolo Timoteo e Giovanni Battista, San Giovanni di Rila, San Leonzio di Rostov, La grande martire Anastasia e San Cirillo di Beloozero, nonché la miniatura del XVI secolo Il grande martire Mena con scene della sua vita portata da un villaggio vicino al monastero Nikolo-Pešnošskij.
Nel 2018 il museo ospitava più di 13 mila pezzi, tra cui icone, reperti archeologici, libri manoscritti e stampati, oltre a originali e copie di affreschi. Lo spazio espositivo principale si trova nella chiesa di San Michele Arcangelo, costruita nel XVII secolo su ordine della prima moglie di Pietro I, Evdokija Lopuchina. All'ingresso del museo si trova una piccola icona a forma di rombo e ricamata con oro, argento e fili colorati. L'opera venne donata al monastero del Salvatore e di Andronico al momento della sua fondazione nel 1439. L'icona raffigura la risurrezione di Cristo, in particolare la sua discesa agli inferi insieme ai giusti.
La collezione del museo comprende più di 4.500 icone risalenti a un periodo che spazia dal XIII al XX secolo. Tra le opere più rare ci sono il Cristo Pantocratore del XIII secolo, il Giovanni Battista del XV secolo, e l'Arcangelo Gabriele e i Beati principi Boris e Gleb dell’inizio del XX secolo. Un importante esempio di icona della scuola moscovita del XVI secolo è quella della Madre di Dio di Volokolamsk realizzata nella bottega reale per ordine di Maljuta Skuratov per il monastero di Iosif-Volokolamsk.
Una collezione separata è composta da affreschi della chiesa del Salvatore a Neredica vicino a Velikij Novgorod del XII secolo, della cattedrale della Natività della Vergine Maria del monastero di Pafnuzio di Borovsk del XV secolo, della cattedrale della Trinità del monastero Troickij-Makar'ev del XVII secolo e della chiesa della Resurrezione a Pučež del XVIII secolo.
Il museo possiede circa 2000 pezzi di manoscritti e incunamboli, come l'opera sul digiuno di Basilio il Grande del XV secolo, la Scala di Giovanni del Sinai del XVI secolo, una raccolta sui vecchi credenti del primo terzo del XIX secolo, nonché libri in caratteri cirillici provenienti da Mosca, Kiev, Vilnius, Leopoli e Ostroh. Durante le spedizioni scientifiche degli anni settanta la collezione si arricchì di sculture e icone in rilievo sia dell'antica Russia che di quella moderna. Alcuni esempi sono San Nicola di Možaisk del XVII secolo, una Crocifissione del XVII secolo, l'Ascesa infuocata del profeta Elia del XVIII secolo e un'immagine di San Nicola del XVII-XVIII secolo 
La collezione archeologica prese forma durante il restauro della cattedrale del Salvatore a metà del XX secolo. Tra questi reperti si annoverano piastrelle per stufe e per pavimenti, piatti, campane, corone e lapidi, nonché esempi di prodotti realizzati utilizzando la tecnica dello “smalto su filigrana”, popolare a Bisanzio.

## Galleria di icone

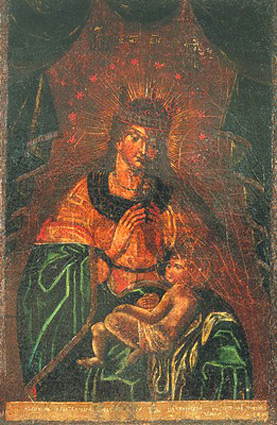
Icona di Balykino della Madre di Dio, 1792
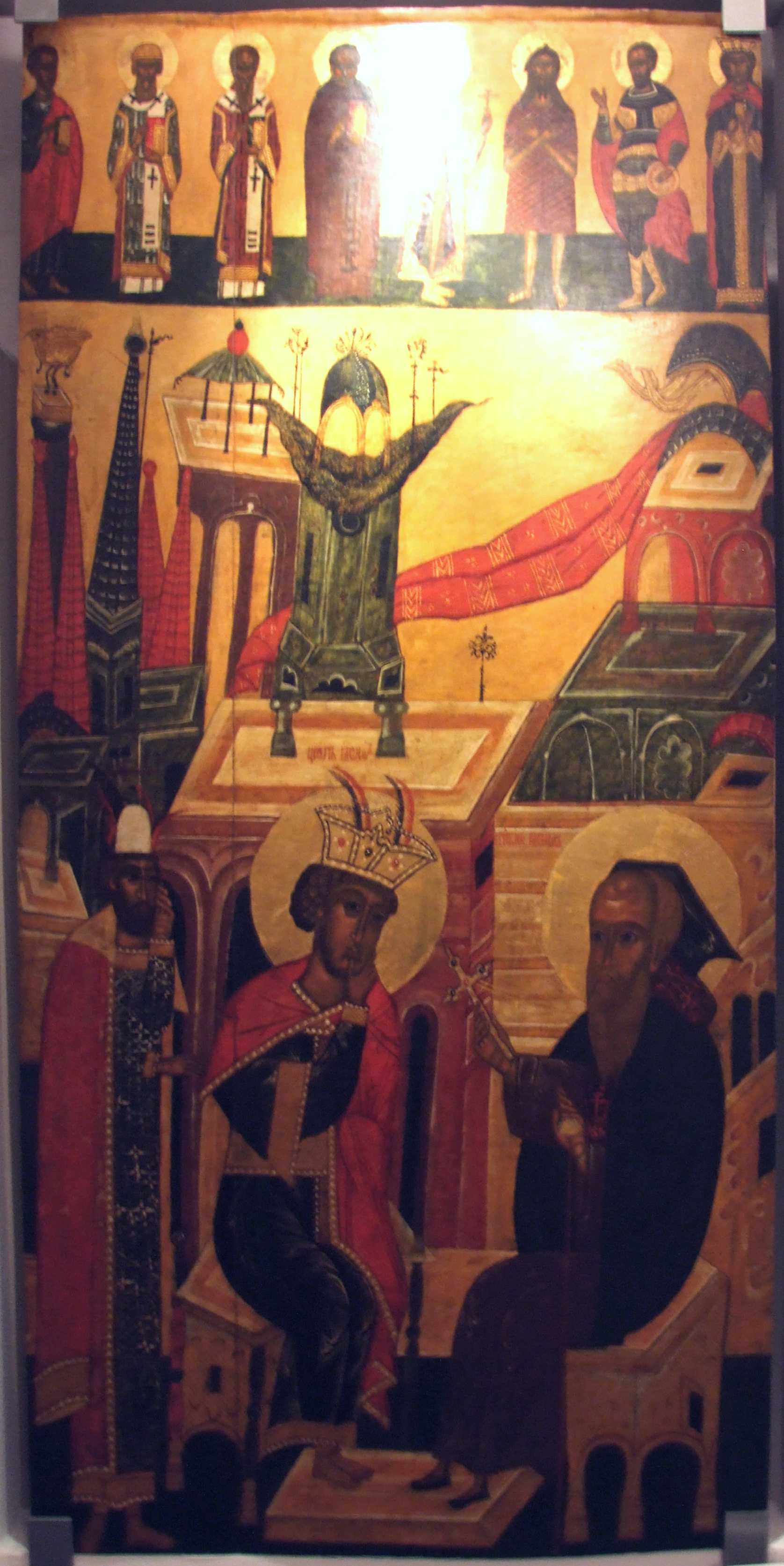
Conversazione tra il venerabile Varlaam e il principe indiano Ioasaf, XVII secolo
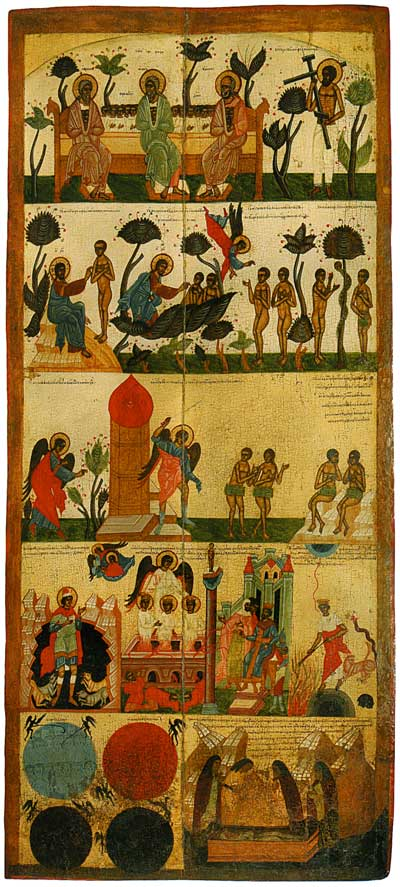
Icona di autore sconosciuto, XVII secolo
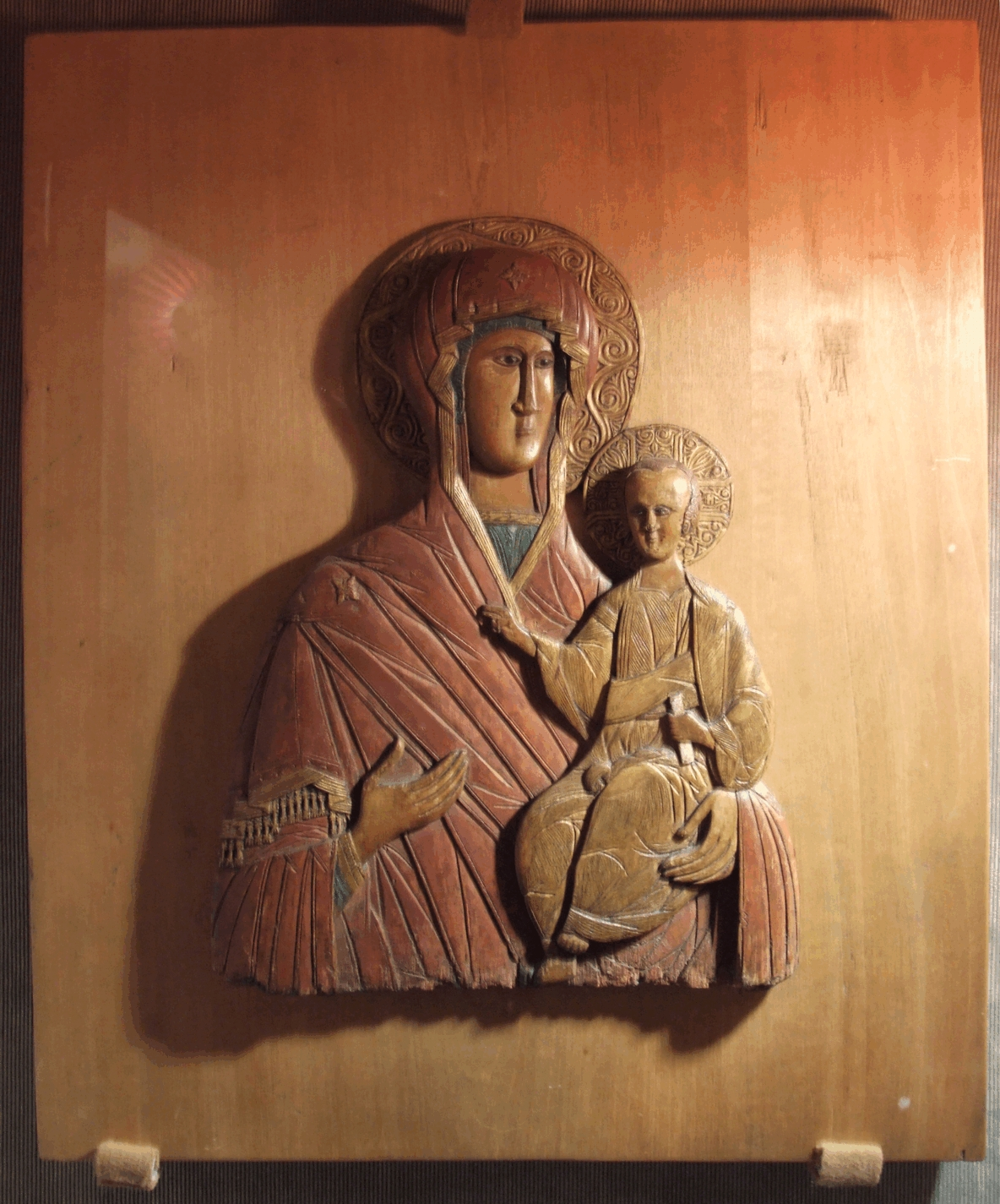
Madre di Dio Odigitria, XV secolo
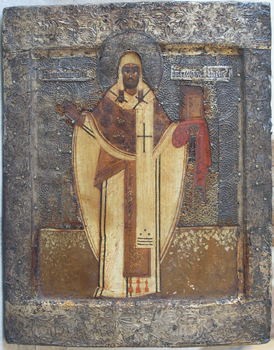
San Leonzio di Rostov, XVI secolo
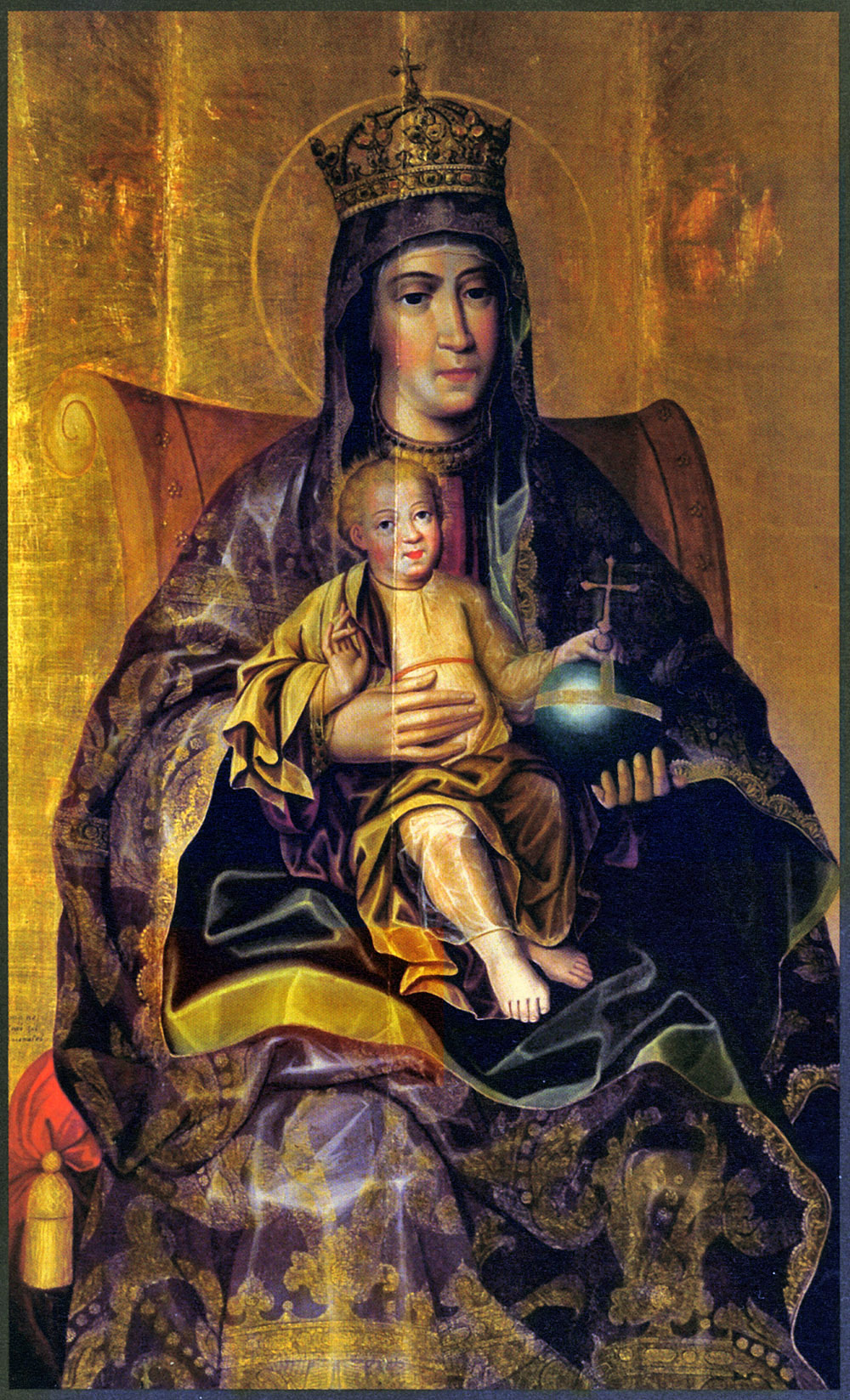
Vergine col Bambino di Karl Zopotarëv, XVII secolo
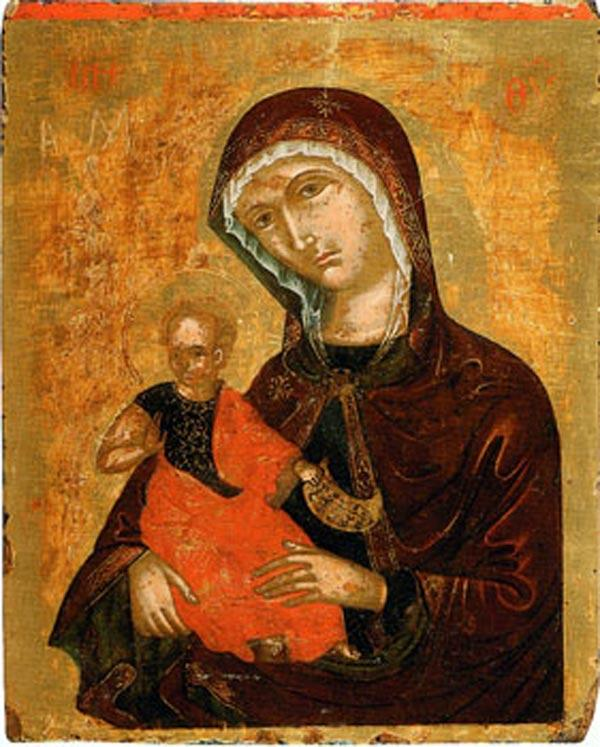
Vergine col Bambino, XVI secolo
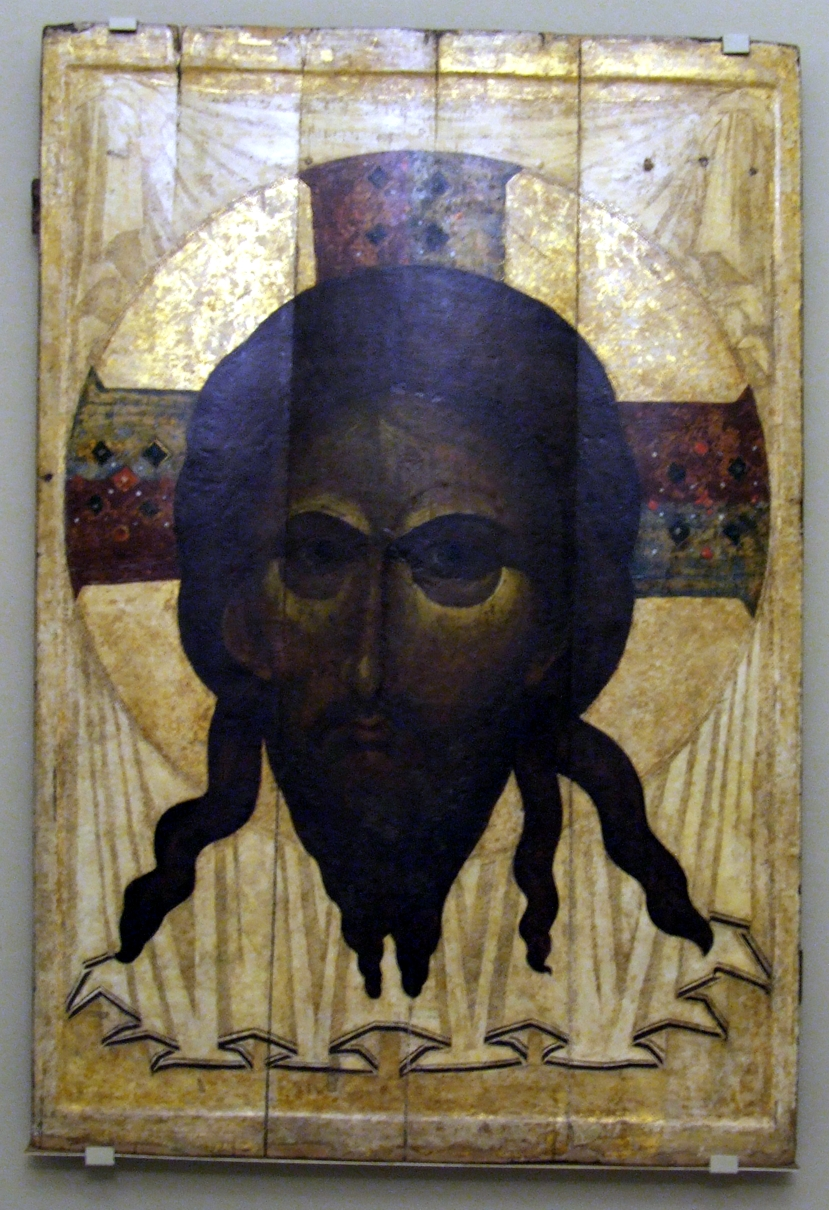
Mandylion, XIV secolo
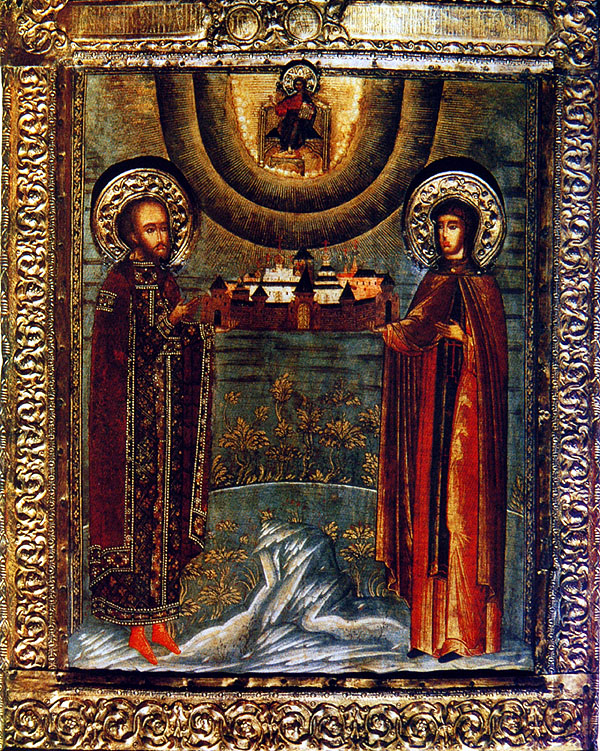
Santi Michаil e Ksenija di Tver', XVII secolo
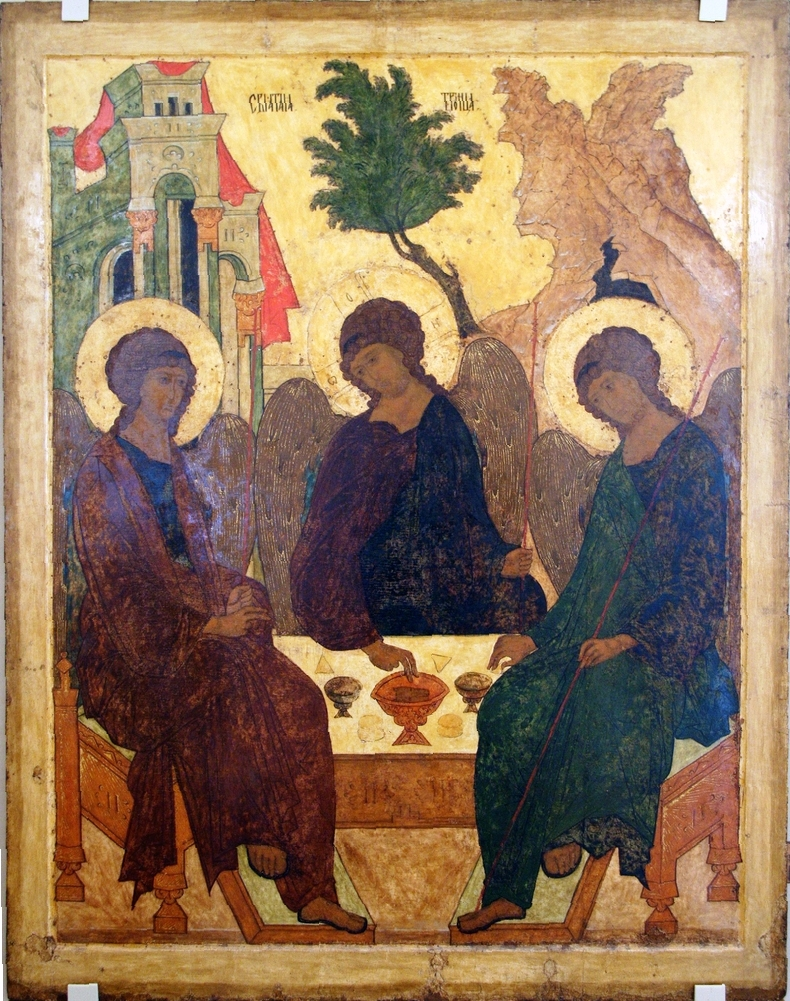
Trinità, XV secolo
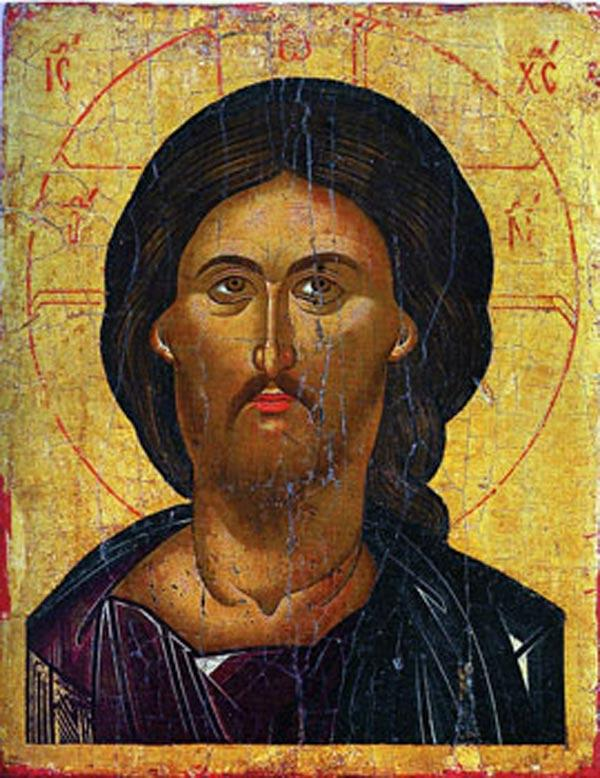
Cristo Pantocratore, XVI secolo
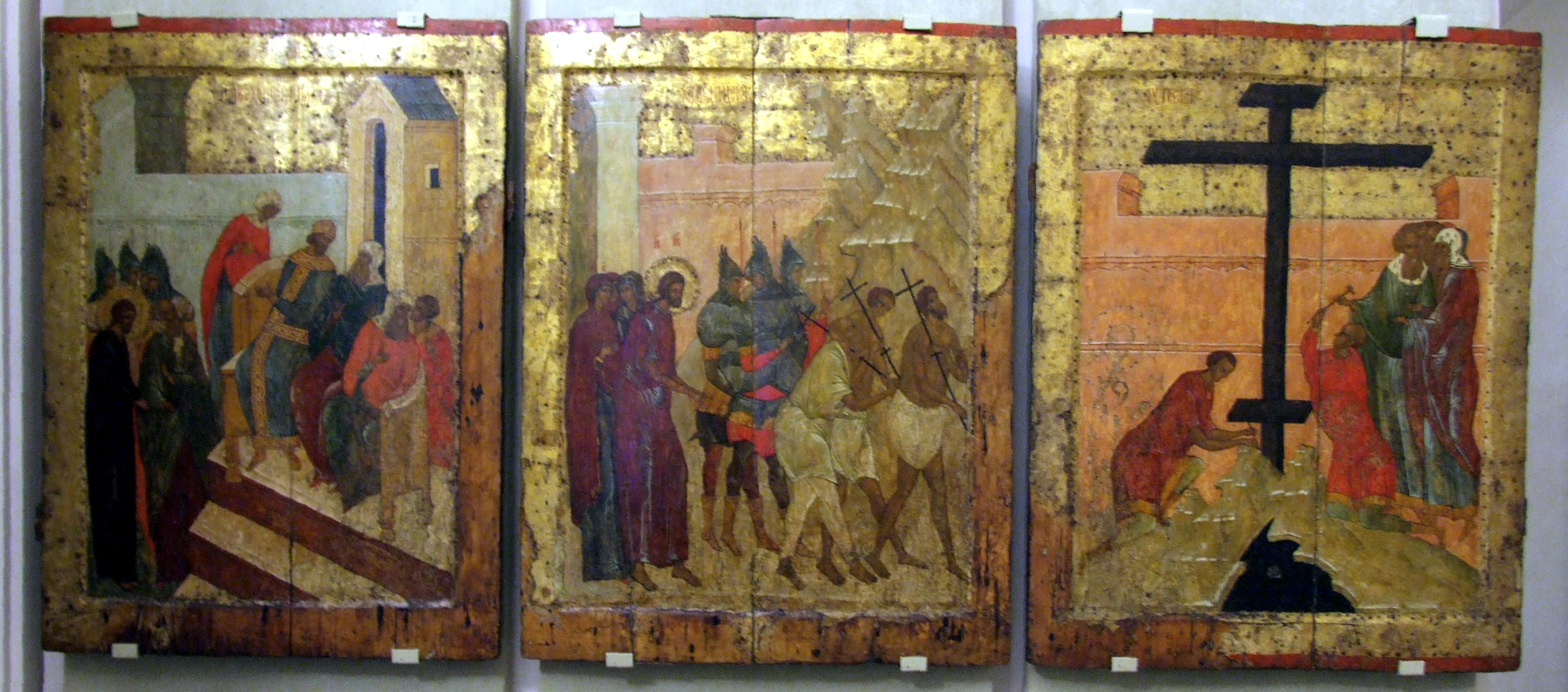
Trittico: Cristo davanti a Pilato, Condotta di Cristo al Golgota, Crocifissione, XV secolo
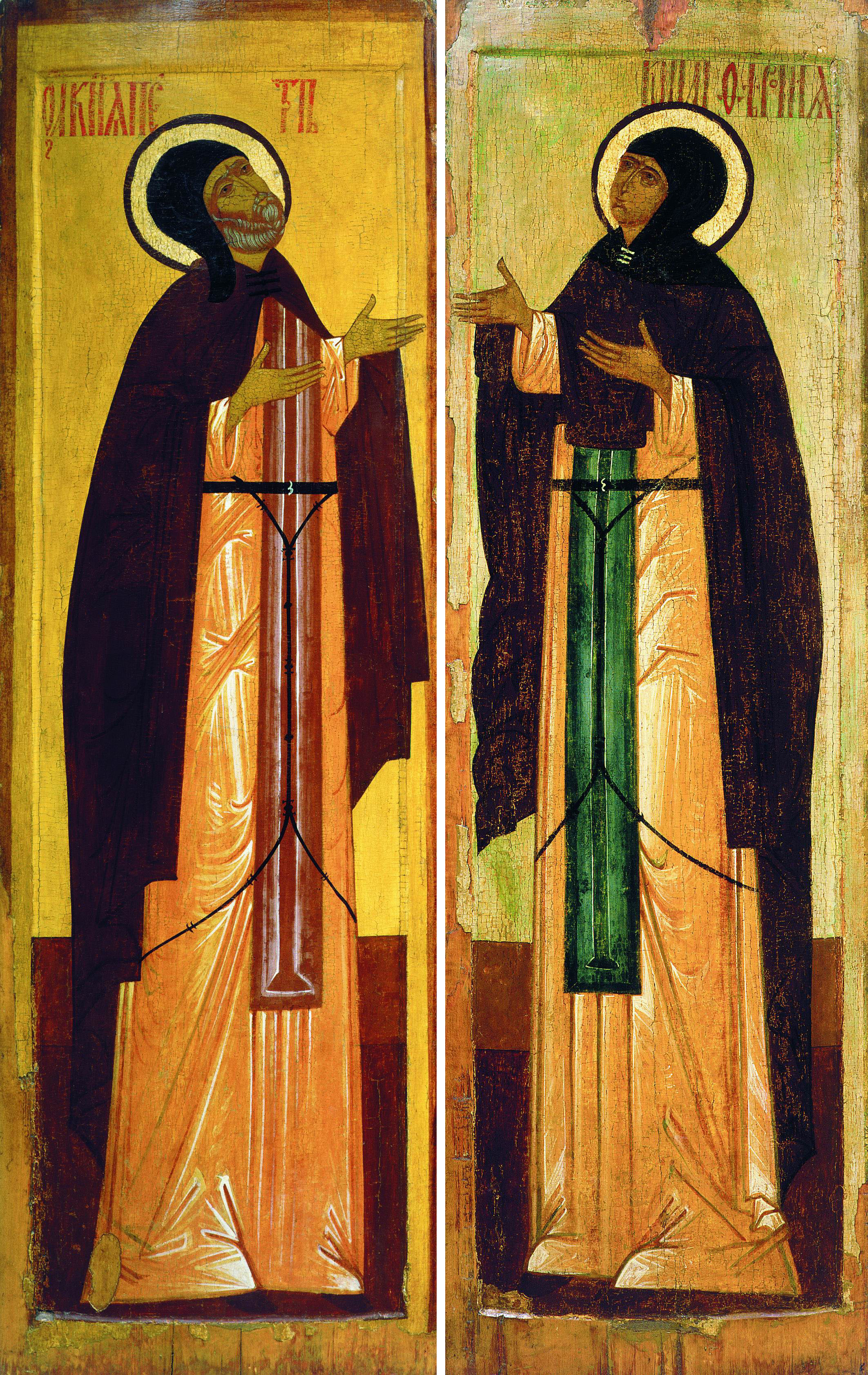
Pietro e Fevronia di Murom, XVI secolo
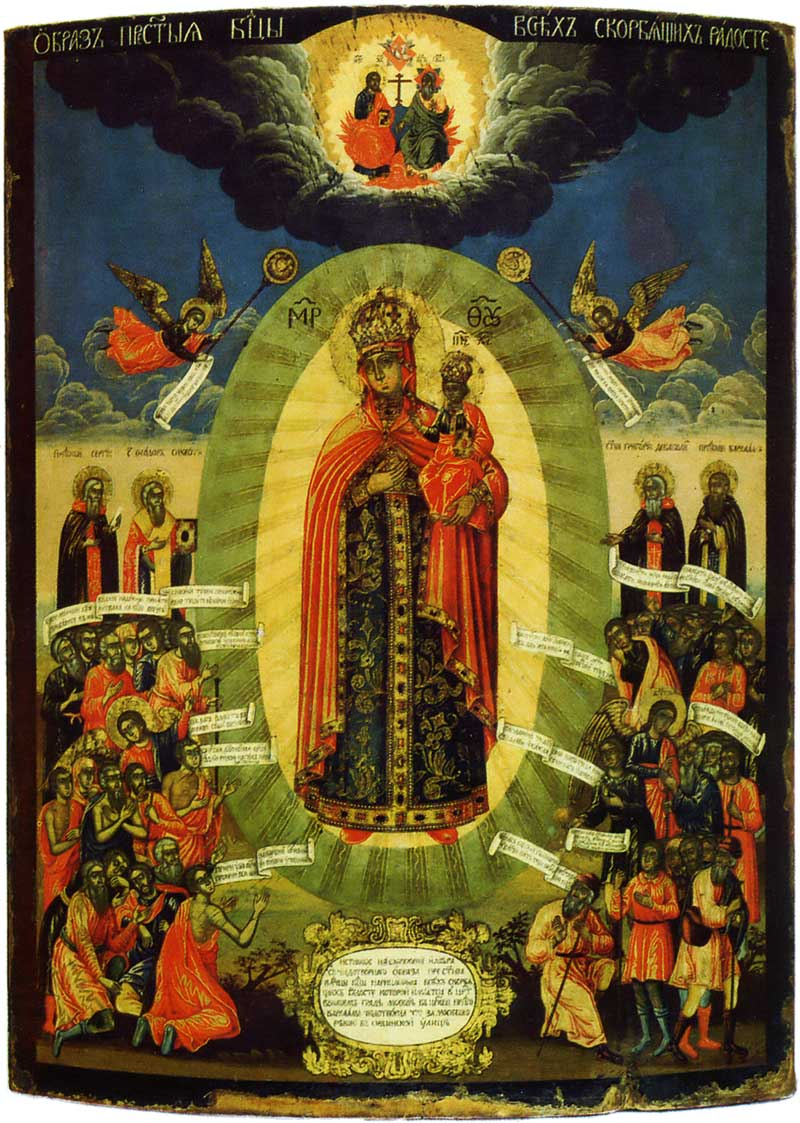
Beatitudine di tutti i sofferenti, XVIII secolo
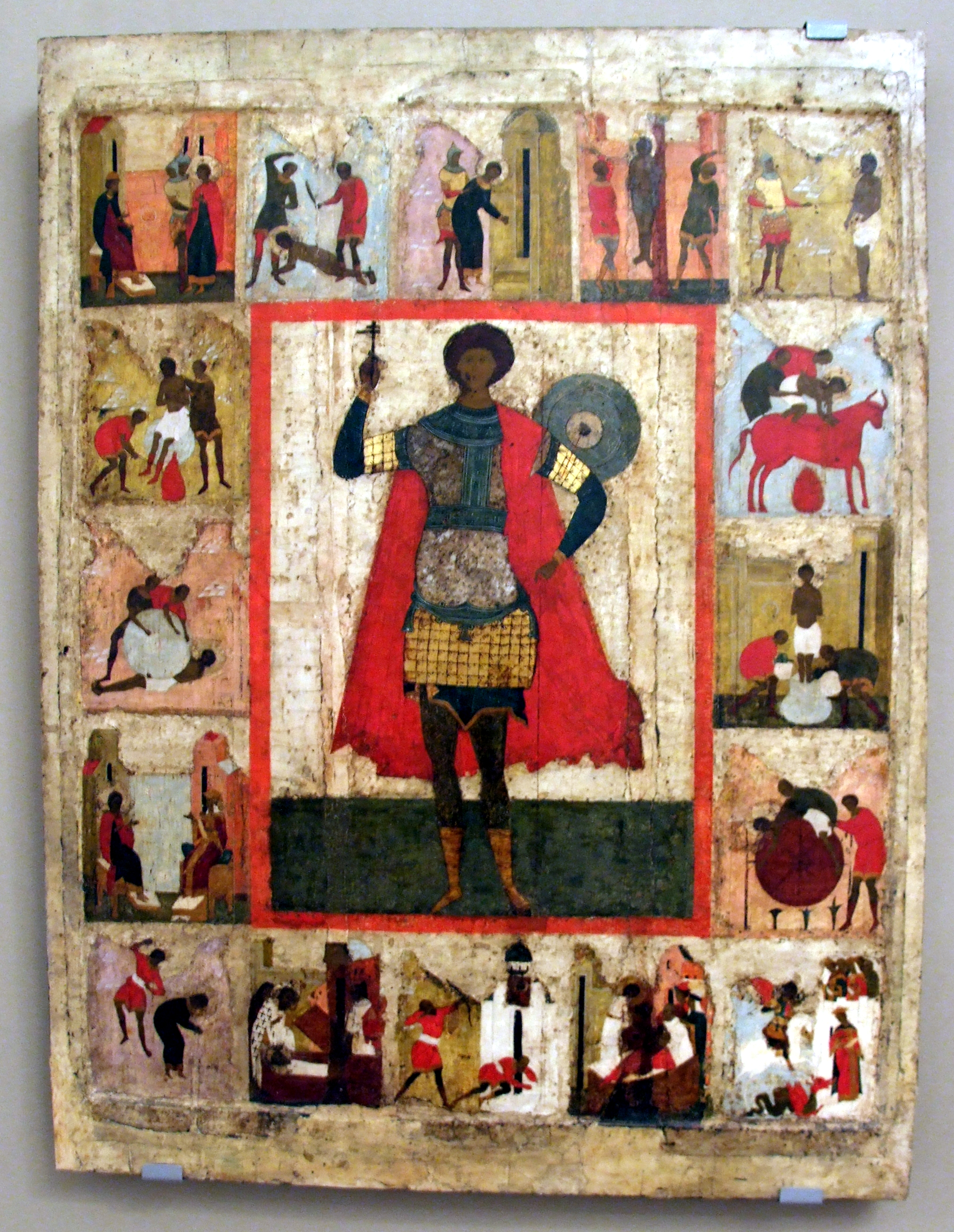
San Giorgio con agiografia, XVI secolo
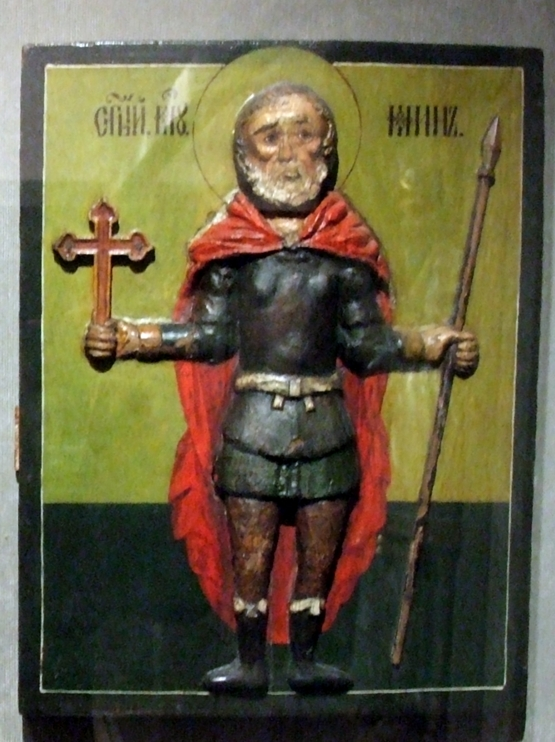
Mena d'Egitto, XVII secolo
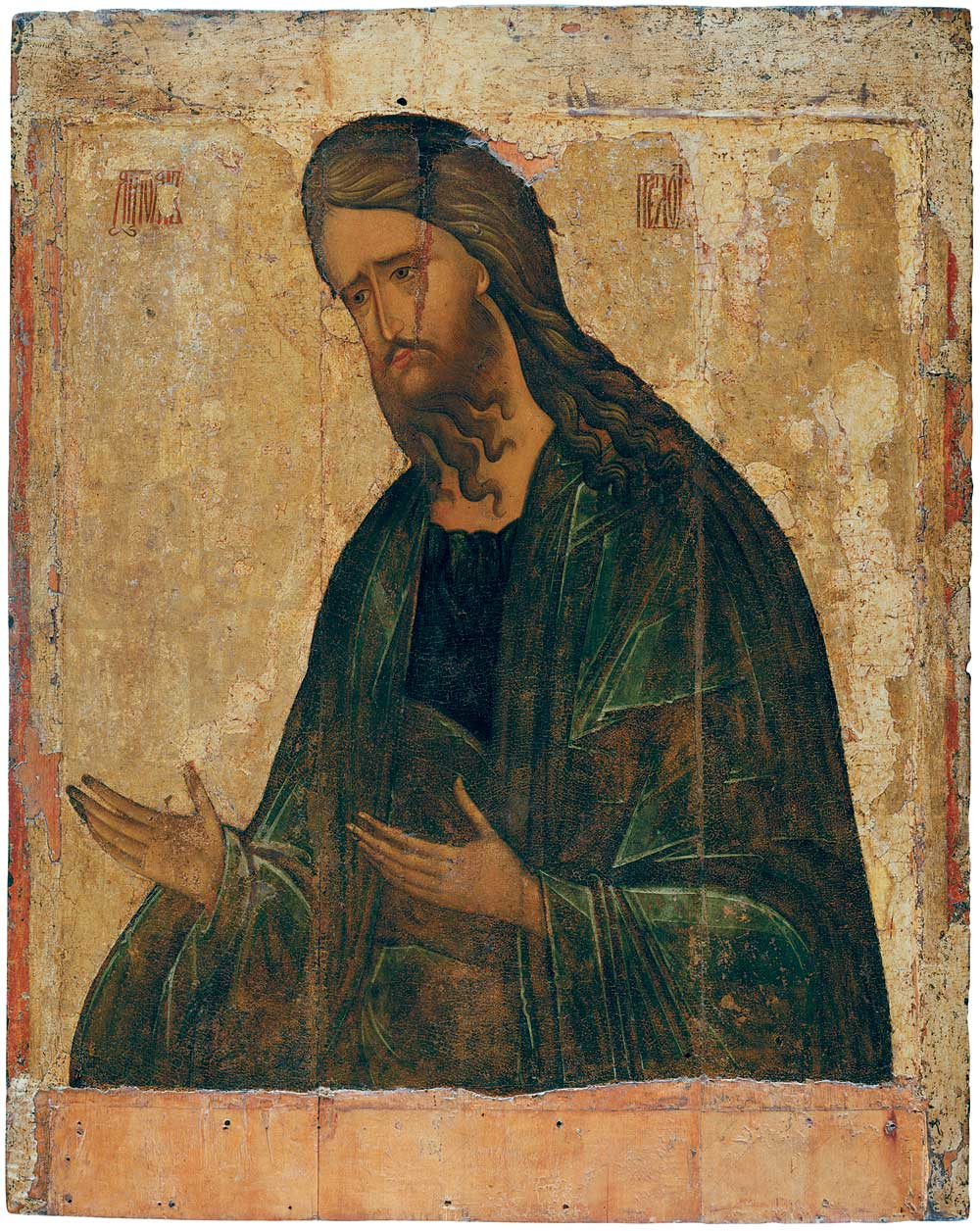
Giovanni Battista, XV secolo
Madre di Dio di Vladimir, XIX seccolo